# Hermandad de los Cabezas Negras

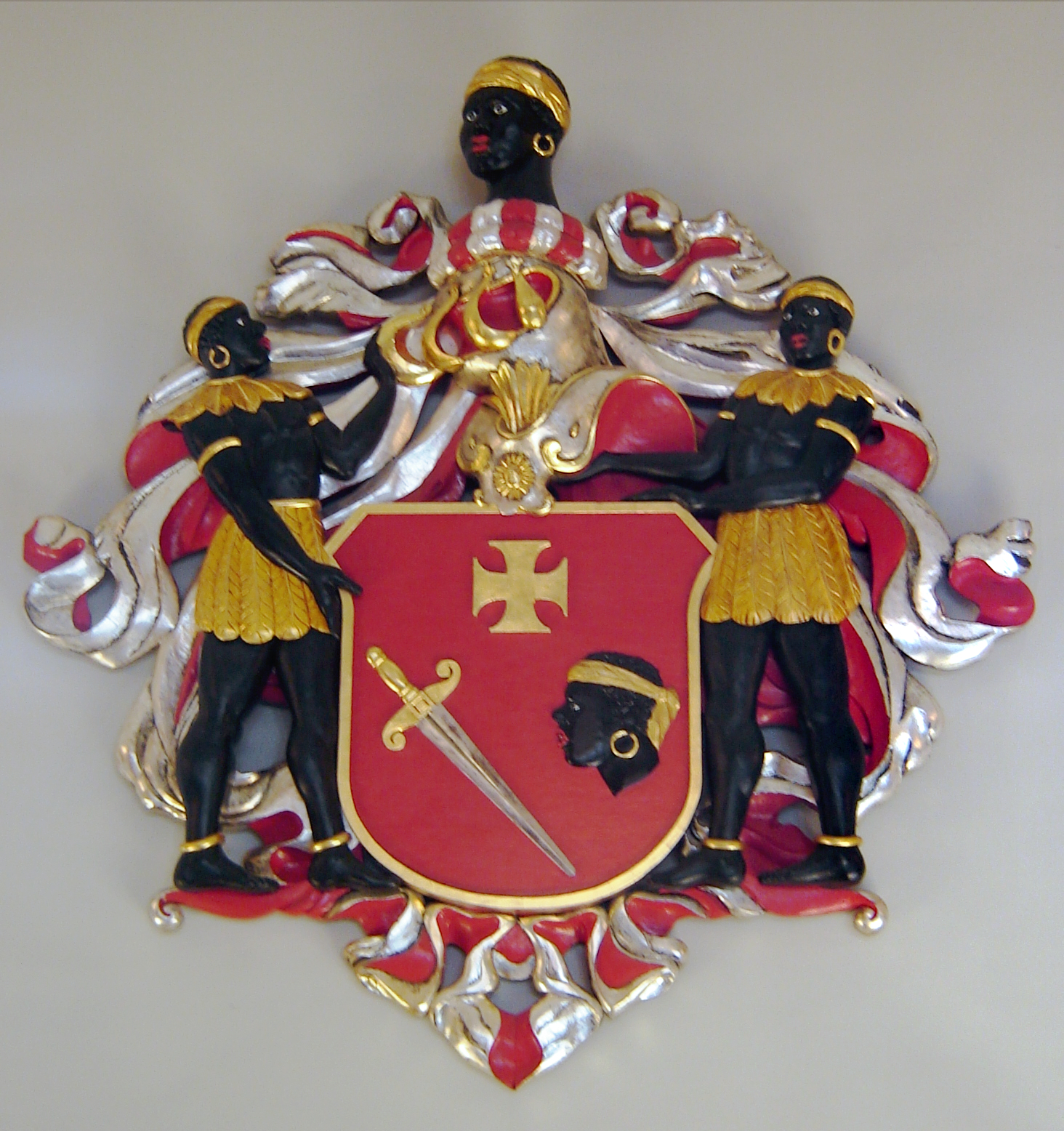
El escudo de armas de la Hermandad.

La Hermandad de los Cabezas Negras es una asociación de mercaderes varones solteros, propietarios de una embarcación, y extranjeros que estuvo activa en Livonia (las actuales Estonia y Letonia) desde mediados del siglo XIV hasta 1940, aunque todavía se mantiene en activo en Hamburgo. La Hermandad de los Cabezas Negras fue fundada como una organización militar, aunque los aspectos militares se fueron diluyendo a medida que la Hermandad se convirtió en una organización social tras la Gran Guerra del Norte (1700-1721).

## Etimología
El origen exacto del término cabeza negra se desconoce. El patrón de la Hermandad era el cristiano egipcio San Mauricio, de raza negra, cuya cabeza se representa en el escudo de armas de la Hermandad. Sin embargo, se ignora si la elección de este patrón fue antes o después del nombre de la organización.

## Historia

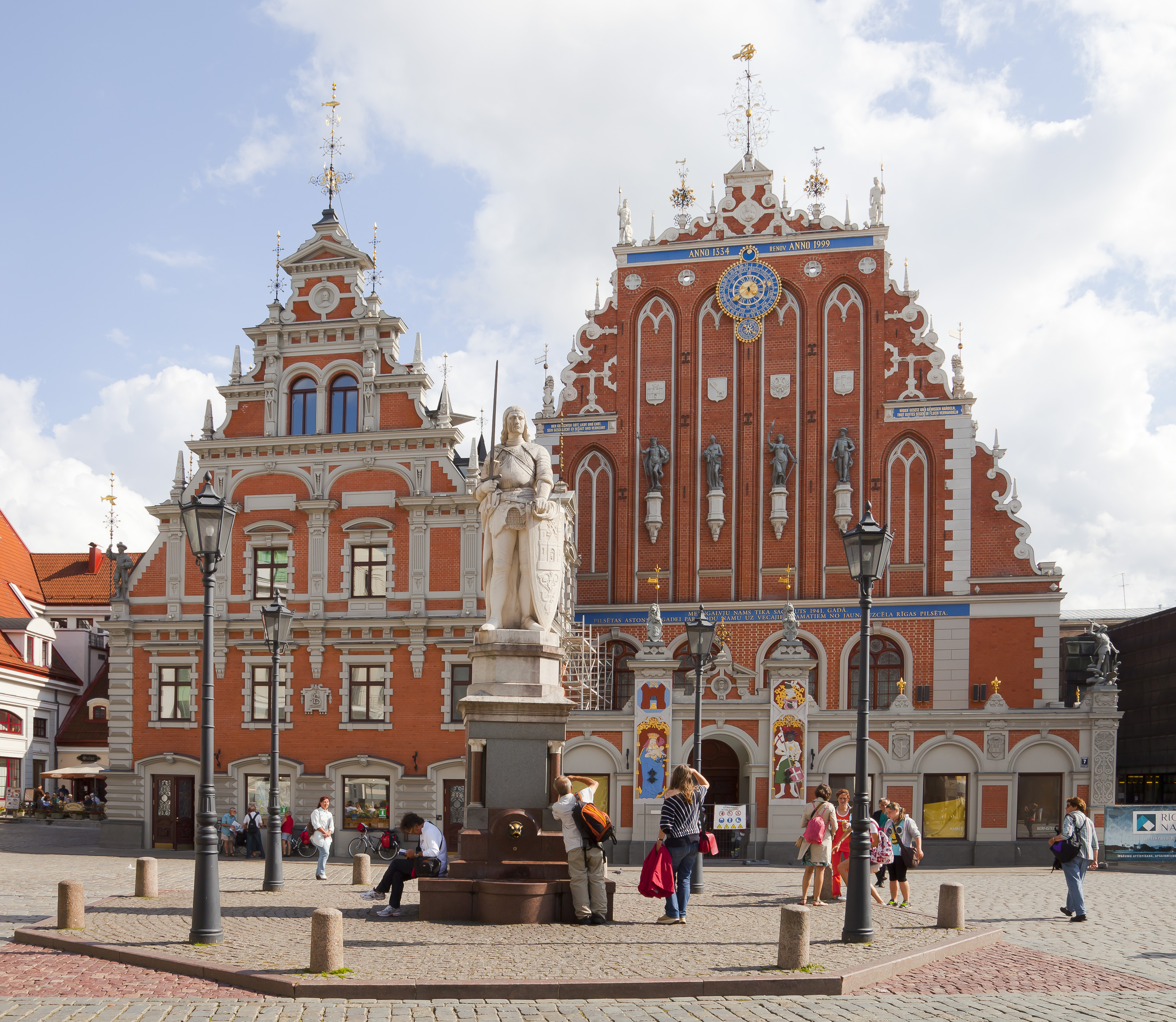
Casa de los Cabezas Negras en Riga.

Los orígenes de la hermandad se deben a un grupo de mercaderes extranjeros que, según la leyenda, participaron en la defensa de Reval (la actual Tallin) durante el Levantamiento de la noche de San Jorge entre 1343 y 1345 cuando la población indígena de Estonia fracasó intentando exterminar a los extranjeros y erradicar el cristianismo de Estonia. La evidencia más temprana de la Hermandad proviene de un acuerdo entre el monasterio dominico de Tallin el 28 de marzo de 1400 que confirma la propiedad de la Hermandad de todas los artefactos sagrados depositados en la iglesia de Santa Catalina de los dominicos. El mismo acuerdo se conminan a decorar e iluminar el altar de Santa María que la Hermandad había pagado para la iglesia. El 12 de septiembre de 1407 el consejo de la ciudad de Tallin ratificó los estatutos de la Hermandad, también conocidos como los Grandes Derechos, mientras que en Riga se produjo en 1416.
Según los Grandes Derechos en Tallin, la Hermandad se comprometía a defender la ciudad en caso de ataque enemigo, además de proveer permanentemente a la ciudad con un destacamento de caballería. Estos jinetes patrullaban las murallas de la ciudad y seis de ellos hacían turnos en su interior después de que las puertas se cerraran al atardecer. En 1526 la Hermandad presentó al consejo de Tallin 8 máquinas de guerra, 20 cañones y 66 armas de fuego; el dinero se donó para la realización de cañones para la Narva, y se estipuló que el escudo de armas de los Cabezas Negras apareciera en todas las armas.
Durante la Guerra livonia (1558-1583), miembros de la Hermandad en Tallin participaron en numerosas batallas y ayudaron a defender la ciudad contra el Zarato ruso, quienes fracasaron al asediar Tallin en 1570-71, y de nuevo en 1577. Al concluir la Gran guerra del Norte (1700-1721), Livonia se convirtió en parte del Imperio ruso. Los pueblos de la Liga Hanseática de Livonia perdieron la relevancia que habían disfrutado durante la Edad Media y la Hermandad se convirtió gradualmente de una sociedad militar a una organización social. A pesar de que los códigos de honor y las normas de gobierno se conservaron en su mayoría, la importancia militar de la Hermandad desapareció. Sin embargo, el destacamento de caballería en Tallin sobrevivió hasta 1887.
Durante los siglos XVIII y XIX, la Hermandad patrocinó numerosos eventos sociales, como fiestas y conciertos, y coleccionó piezas de arte. En Tallin y en Riga, las casas de la Hermandad, junto con las tradiciones medievales que aún se practicaban, se convirtieron en importantes centros sociales y culturales para las élites del momento. En 1895, la Hermandad de Tallin se reconstituyó formalmente en el Club de los Cabezas Negras. Las hermandades de Tallin y Riga se desarrollaron en las independientes Estonia y Lituania hasta la ocupación soviética de los países bálticos en 1940, cuando los invasores disolvieron la Hermandad. La mayoría de sus miembros escaparon a Alemania, donde intentaron continuar con sus tradiciones. En 1961 la Hermandad de los Cabezas Negras se registró oficialmente en Hamburgo, donde sobrevive actualmente.